# Nordhavn (métro de Copenhague)
Nordhavn est une station de la ligne 4 du métro de Copenhague située sur la commune de Copenhague.

## Situation
Nordhavn est desservie par la ligne 4 du métro de Copenhague. Cette station souterraine se trouve entre Østerport et Orientkaj.

## Histoire
La station Nordhavn a ouvert au public le 28 mars 2020 à l'occasion de la mise en service de la ligne 4 du métro de Copenhague.

## Services aux voyageurs

### Intermodalité
La station Nordhavn est en correspondance avec la gare de Nordhavn, desservie par les lignes A, B, Bx, C et E du réseau S-tog. La correspondance se fait par l'extérieur en surface.

## À proximité
- Quartier de Nordhavn